# Будагов, Владимир Суренович
Влади́мир Суре́нович Буда́гов (15 января 1938, Геленджик, СССР) — советский футболист (полузащитник и нападающий) и тренер. Мастер спорта СССР.

## Карьера
Футболом заниматься начинал в родном городе. В 1961 году стал играть на уровне команды мастеров за «Кубань», называвшуюся в то время «Спартаком», в своём втором сезоне стал победителем Класса «Б» СССР и чемпионом РСФСР, получив звание мастера спорта, а также 3 июня 1962 года забил 500-й гол «Кубани» в советской истории клуба.
В составе «Кубани» провёл всю карьеру в командах мастеров, был капитаном команды, сыграл более 330 матчей и забил в них около 40 голов в первенстве (из них в период с 1962 по 1971 год 317 поединков и 38 мячей), и ещё принял участие в 11 встречах Кубка СССР. Кроме того, 14 августа 1965 года сыграл в товарищеском матче с румынским клубом «Индустрия» из города Кымпия, забил 1 гол.

## После карьеры
После завершения карьеры игрока работал футбольным тренером, в 1973 году возглавлял «Кубань», которую привёл к очередному званию чемпиона РСФСР. Затем работал спортивным функционером, возглавлял краснодарскую гандбольную СДЮСШОР.

## Достижения
- Победитель Класса «Б» СССР: 1962
- Чемпион РСФСР: 1962, 1973 (как тренер)